# بریتیش کریکت بالز
بریتیش کریکت بالز (انگلیسی: British Cricket Balls Ltd) شرکت تجهیزات ورزشی بریتانیایی است، که در سال ۱۷۶۰ تأسیس شد.